# Dömitz
Dömitz è una città del Meclemburgo-Pomerania Anteriore, in Germania.
Appartiene al circondario di Ludwigslust-Parchim ed è parte dell'Amt Dömitz-Malliß.

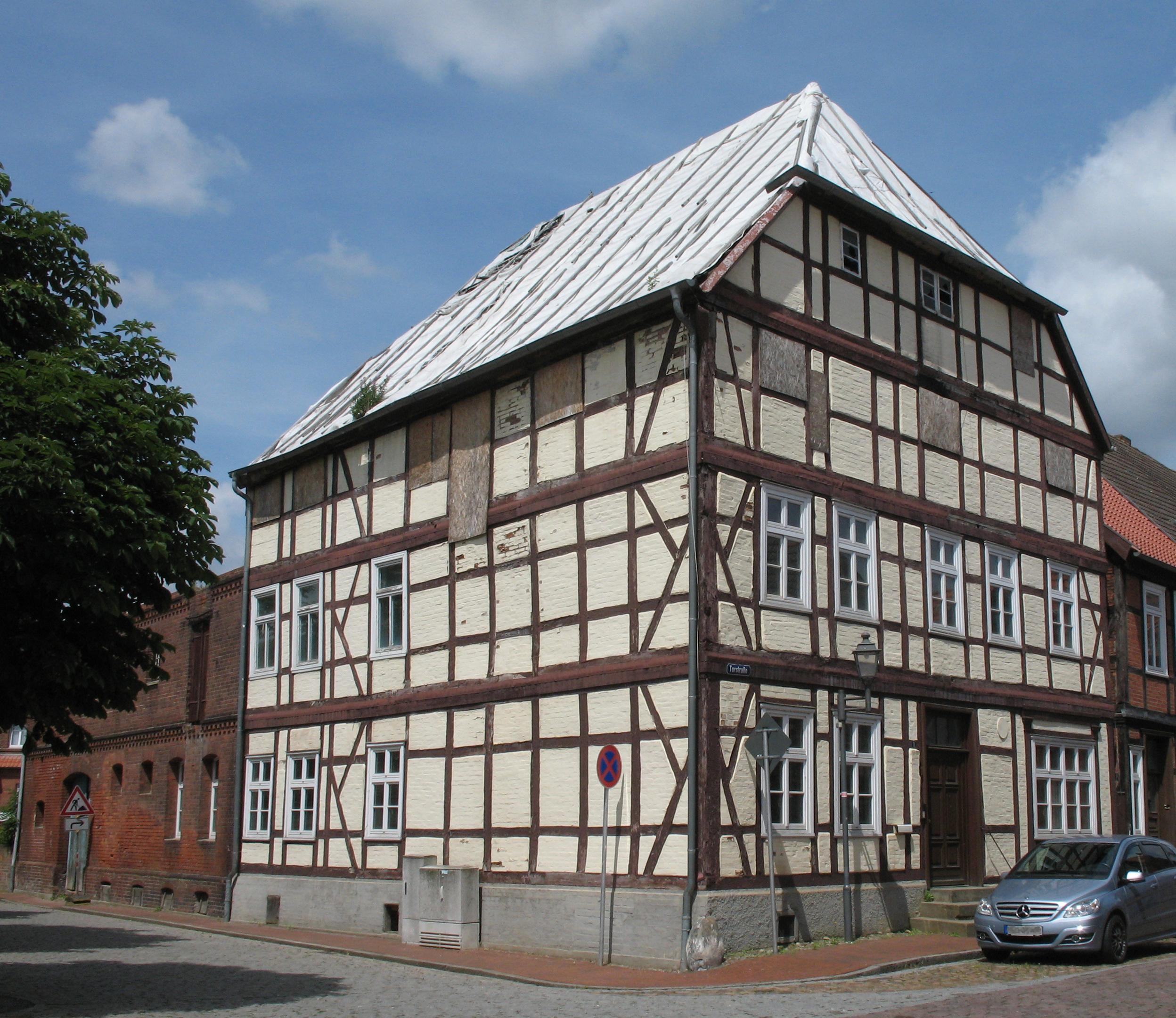
Casa a graticcio

## Geografia antropica

### Frazioni
La città di Dömitz comprende le frazioni di Groß Schmölen, Heidhof, Klein Schmölen, Polz e Rüterberg.